# Žerava
Žerava – wieś w Chorwacji, w żupanii zadarskiej, w mieście Nin. W 2011 roku liczyła 208 mieszkańców.